# ناپروکسن/دیفن‌هیدرامین
ناپروکسن/دیفن‌هیدرامین (با نام تجاری Aleve PM) دارویی به صورت فرمولاسیون ترکیبی از ناپروکسن با دیفن‌هیدرامین است که توسط شرکت بایر هلث‌کر به بازار عرضه شده‌است. این دارو به عنوان یک داروی بدون نسخه عرضه می‌شود. کاربرد مورد نظر برای این دارو تسکین درد به ویژه هنگام خواب است.

## عوارض جانبی
زنان در سه‌ماهه سوم بارداری باید از مصرف این دارو خودداری کنند زیرا این خطر وجود دارد که ناپروکسن مانند سایر NSAIDها باعث بسته شدن زودرس مجرای شریانی شود.